# Ma trơi

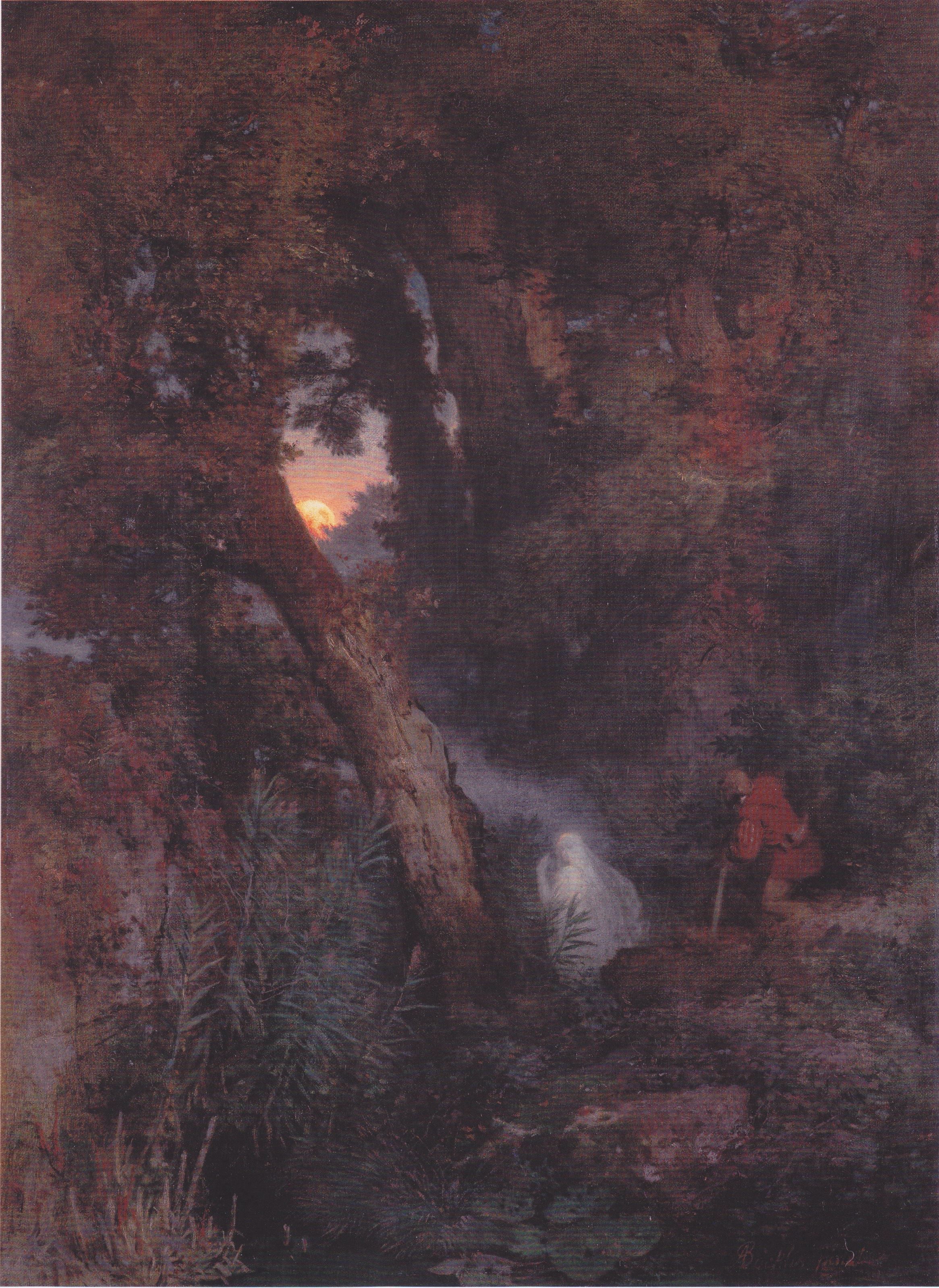
Tranh sơn dầu vẽ ma trơi năm 1882 của Arnold Böcklin

Ma trơi là những đám lửa sáng lập lòe được nhìn thấy vào ban đêm, ngoài những khu nghĩa trang. Đây là một hiện tượng tự nhiên có thể giải thích bằng kiến thức khoa học, không phải là hiện tượng thần bí giống như ma.

## Giải thích khoa học
- Ma trơi là hiện tượng các hợp chất phosphor được hình thành từ hoạt động của vi khuẩn sống dưới lòng đất phần mộ (gồm hai chất đó là phốtphin (PH3) và diphotphin (P2H4)) trong xương người và sinh vật dưới mộ bốc lên thoát ra ngoài, gặp không khí trong một số điều kiện sẽ bốc cháy thành các đốm lửa nhỏ với độ sáng khá nhỏ (xanh nhạt), lập lòe, khi ẩn khi hiện. Ban đêm mới thấy được ánh sáng còn ban ngày thì các đốm lửa này có thể bị ánh sáng mặt trời che khuất.[3]
- Hiện tượng ma trơi đuổi theo: khi gặp ma trơi, con người sẽ sợ, hoảng loạn và chạy. Khi đó sẽ sinh ra một luồng khí chuyển động làm ngọn lửa bay theo chiều gió theo hướng người chạy, càng chạy nhanh ma trơi sẽ đuổi theo càng nhanh.

## Mê tín

### Ở chiến trường
Hàng đêm, những đám lửa sáng lập lòe lan tỏa theo chiều gió, màu xanh nhạt thường được nhìn thấy ngoài những bãi tha ma, lúc ẩn lúc hiện, gây bao nỗi sợ hãi và tò mò cho người dân, thường là ở những vùng nông thôn và miền núi. Theo nhiều người, đó là oan hồn của những chiến sĩ trên chiến trường, hài cốt không được nhận lại còn vương vất trên những bãi chiến trận, tha ma, hay cánh đồng vắng. Do những linh hồn này sợ ánh sáng nên chỉ xuất hiện về đêm, những ngọn lửa này không hại ai cả, nhưng có nhiều khi lại đuổi theo người.

### Trong văn hóa tín ngưỡng xứ Wales
Theo người xứ Wales, ma trơi do thánh Davis tạo ra để báo trước cái chết của một người nào đó, điều này đồng nghĩa với khi thấy một đóm lửa ma trơi thì gần đó trong tương lai gần sẽ có một người chết. Đóm lửa có màu xanh người chết sẽ là một người trẻ tuổi, còn nếu đóm lửa có màu vàng thì người chết sẽ là một người lớn tuổi. Người xứ Wales cũng cho rằng nếu nhìn vào đóm lửa ma trơi sẽ thấy gương mặt của người sắp chết.